# Nagayon
Le temple du Nagayon est un sanctuaire bouddhique du village de Myinpagan, près de Bagan, au Myanmar. Il a été édifié par des architectes môns pour le roi Kyanzittha à partir de 1084.
Selon la légende, Kyanzittha fuyant devant son frère le roi Sawlu dut se reposer à Myinpagan, où il fut abrité par le capuchon d'un nâga. Cet épisode miraculeux l'incita à faire construire un temple à cet endroit. L'édifice est de plan carré, avec un long vestibule au Nord. Son toit est constitué de trois terrasses fortement pentues, surmontées d'un sikhara (tour-sanctuaire) et d'un stûpa. Il abrite trois statues de Bouddha debout et comporte des peintures intérieures.
Il a servi de modèle au temple de l'Ananda et à de nombreux autres bâtiments.

## Remarque
Un temple du même nom se trouve à Amarapura. Il date du début du XIXe siècle.